# Molitva

Punctele acordate Serbiei în finala Eurovision de pe 12 mai 2007

"Molitva" (sârbă cu alfabet chirilic: Молитва; română "Rugăciune") este un cântec interpretat de Marija Šerifović care a câștigat Concursul Muzical Eurovision 2007 pentru Serbia. Muzica a fost compusă de Vladimir Graić și versurile au fost scrise de Saša Milošević Mare. Cântecul a fost lansat ca un single de CD în nouă versiuni pe 27 iunie 2007 de Connective Records.

## La Eurovision
În cadrul semifinalei din 10 mai, reprezentanta Serbiei a apărut a 15-a în concurs și s-a calificat în finala de pe 12 mai, clasându-se pe locul I în preferințele telespectatorilor cu un total de 298 de puncte. În finală, Marija a cântat a 17-a în concurs, după Germania și înaintea Ucrainei. A câștigat concursul, acumulând un total de 268 de puncte. Ea devine astfel primul reprezentant al Serbiei care câștigă vreodată Eurovision. Muntenegru, Austria, Bosnia și Herțegovina, Croația, Slovenia, Elveția, Finlanda, Macedonia de Nord și Ungaria au fost țările care au acordat maximul de 12 puncte Serbiei în finală.

## Controverse
La două zile după finala concursului, ziarul britanic The Sun a declarat că melodia este plagiată după cântecul Ndarja al cântăreței albaneze Soni Malaj. Totuși, această declarație a fost negată de Marjan Filipovski, compozitorul macedonean al piesei Ndarja.

## Lista pieselor
1. "Molitva" (varianta în sârbă) – 3:03
2. "Destiny" (varianta în engleză) – 3:04
3. "Molitva" (varianta în rusă) – 3:01
4. "Molitva" (Magnetic Club Reload Mix varianta în sârbă) – 4:26
5. "Destiny" (Magnetic Club Reload Mix varianta în engleză) – 4:23
6. "Molitva" (Magnetic Club Reload Mix varianta în rusă) – 4:25
7. "Molitva" (Remix Jovan Radomir) – 3:38
8. "Rukoilen" (varianta în finlandeză) – 3:06
9. "Molitva" (Instrumental) – 3:02

## Clasamente
| Clasamente (2007)                        | Poziție de vârf |
| ---------------------------------------- | --------------- |
| Belgia (Ultratip Flanders)               | 4               |
| Suedia (Sverigetopplistan)               | 9               |
| Elveția (Schweizer Hitparade)            | 19              |
| UK Singles (The Official Charts Company) | 112             |